# Sarangani

Prowincja Sarangani na mapie Filipin

Sarangani – prowincja na Filipinach, położona w południowej części wyspy Mindanao.
Od południa granicę wyznacza Morze Celebes, od północy prowincja South Cotabato, od wschodu prowincja Davao del Sur, od zachodu prowincja Sultan Kudarat. Powierzchnia: 3601,3 km². Liczba ludności: 475 514 mieszkańców (2007). Gęstość zaludnienia wynosi 132 mieszk./km². Stolicą prowincji jest Alabel.